# Eugenio Derbez
Pour les articles homonymes, voir Derbez.
Eugenio Gonzaléz Derbez, plus connu comme Eugenio Derbez né le 2 septembre 1961 à Mexico, est un acteur, scénariste, écrivain, producteur et réalisateur mexicain.

## Biographie
Eugenio Derbez est né le 2 septembre 1961 à Mexico, Mexique.

### Vie privée
Il a été marié avec Victoria Ruffo de 1991 à 1996. Il est remarié à Alessandra Rosaldo depuis 2012.
Il a quatre enfants : Aislinn Derbez (née en 1986), avec Gabriela Michel. Vadhir Derbez (né en 1991), avec Silvana Prince. José Eduardo Derbez (né en 1992), avec Victoria Ruffo et Aitana Derbez (né en 2014) avec Alessandra Rosaldo.

## Filmographie

### Cinéma

#### Longs métrages
- 1990 : Fotógrafo de modelos de Víctor Manuel Castro : Pablo
- 2003 : Zurdo de Carlos Salcés : Forastero
- 2005 : Imaginum d'Alberto Mar et Isaac Sandoval : Yxxxxx (voix)
- 2006 : Pledge This : Panique à la fac ! (National Lampoon's Pledge This!) de William Heins et Strathford Hamilton : Jose
- 2007 : La misma luna de Patricia Riggen : Enrique
- 2007 : Padre Nuestro de Christopher Zalla : Anibal
- 2008 : Le Chihuahua de Beverly Hills (Beverly Hills Chihuahua) de Raja Gosnell : Le propriétaire du magasin
- 2010 : No eres tú, soy yo d'Alejandro Springall : Dr Javier Herrera
- 2010 : Te presento a Laura de Fez Noriega : Charlie
- 2011 : Jack et Julie (Jack and Jill) de Dennis Dugan : Felipe
- 2012 : Tad l'explorateur : À la recherche de la Cité perdue (Las aventuras de Tadeo Jones) d'Enrique Gato : Freddy (voix espagnole)
- 2012 : Girls Attitude : Modes d'emploi (Girl in Progress) de Patricia Riggen : Mission Impossible
- 2013 : Ni repris ni échangé (No se aceptan devoluciones) de lui-même : Valentín
- 2013 : Metegol de Juan José Campanella : Rico (voix anglaise)
- 2014 : La Légende de Manolo (The Book of Life) de Jorge R. Gutierrez : Chato (voix)
- 2016 : Miracles du Ciel (Miracles from Heaven) de Patricia Riggen : Dr Nurko
- 2016 : El tamaño sí importa de Rafa Lara : Un homme
- 2016 : Aztec Warrior de Scott Sanders : Gallo
- 2017 : How to Be a Latin Lover de Ken Marino : Maximo
- 2017 : Geostorm de Dean Devlin : Hernandez
- 2017 : Sandy Wexler de Steven Brill : Ramiro Alejandro
- 2018 : Casse-Noisette et les Quatre Royaumes (The Nutcracker and the Four Realms) de Lasse Hallström et Joe Johnston : Hawthrone, le Roi du Royaume des Fleurs
- 2018 : Overboard de Rob Greenberg : Leonardo
- 2018 : El complot mongol de Sebastian del Amo : Rosendo de Valle
- 2019 : Dora et la Cité perdue (Dora and the Lost City of Gold) de James Bobin : Alejandro Gutierrez
- 2019 : Angry Birds : Copains comme cochons (The Angry Birds Movie 2) de John Rice et Thurop Van Orman : Glenn (voix)
- 2021 : Coda de Sian Heder : Bernardo Villalobos
- 2022 : The Valet de Richard Wong : Antonio Flores
- 2023 : Aristotle and Dante Discover the Secrets of the Universe d'Aitch Alberto : Jaime Mendoza
- 2023 : Radical de Christopher Zalla : Sergio

#### Court métrage
- 2020 : The Broken Candle de Felix Kiner : Shomer (voix)

### Télévision

#### Séries télévisées
- 1980 : Soledad : Un homme
- 1986 : ¿Qué nos pasa? : Eugenio
- 1987 / 1992 - 1993 : Papá soltero : L'ami de Pocholo / F. Abasolo
- 1993 : Al derecho y al Derbez : Détective Maxwell
- 1997 - 1998 : No tengo madre : Eligio Augusto Maldonado / Julio Remigio Vasconcelos
- 1999 : Derbez en cuando : Julio Esteban / Monje Loco / Aarón Abasolo / Eloy Gameno / Joséctor Gustavo / Artemio Salas Von Frauken / Blanca Nueves
- 1999 : Cuento de Navidad : Un infirmier
- 1999 : Serafín : El Lonje Mocoo
- 2000 : Carita de ángel : Mil Caras
- 2000 : La hora pico : El Lonje Moco / Ludovico P.Luche / Armando Hoyos
- 2002 : Cómplices al rescate : Mantequilla (voix)
- 2002 - 2007 : XHDRbZ : Catalino / Hans Hans Pujenhaimer / Père Bruno / Elmer Homero / Ludovico P. Luche
- 2002 - 2012 : La familia P. Luche : Ludovico P. Luche
- 2005 - 2006 : Vecinos : Dr. Sierra (voix) / El Guía Melitón / Eugenio
- 2006 : La Plus Belle des laides (La fea más bella) : Armando Hoyos
- 2009 : Ellas son... la alegría del hogar : Edmundo Martínez
- 2009 : Hermanos y detectives : Dario
- 2009 : Plaza Sésamo : Un serveur
- 2012 : Rob : Hector
- 2014 : Anger Management : Eugene
- 2017 : Real Rob : Alejandro Corroñe
- 2019 : Bienvenue chez les Loud (The Loud House) : Dr Santiago (voix)
- 2019 : Elena d'Avalor (Elena of Avalor) : Guillermo (voix)
- 2019 : Lex&Plu : Space Taxi Drivers : Greg (voix)
- 2019 - 2022 : Bienvenue chez les Casagrandes (The Casagrandes) : Dr Arturo Santiago (voix)
- 2021 - 2022 : Acapulco : Máximo Gallardo
- 2023 : De viaje con los Derbez : Lui-même

### Producteur
- 1998 : Derbez en cuando (1 épisode)
- 2002 : XHDRbZ (producteur exécutif)
- 2004 : Hospital el paisa (producteur exécutif, 22 épisodes)
- 2005 - 2006 : Vecinos (producteur exécutif, 104 épisodes)
- 2007: La familia P. Luche (producteur exécutif, 1 épisode)
- 2009 : Ellas son... la alegría del hogar
- 2013 : Ni repris ni échangé (No se aceptan devoluciones) de lui-même
- 2017 : How to Be a Latin Lover de Ken Marino
- 2018 : Overboard de Rob Greenberg
- 2019 : Dora et la Cité perdue (Dora and the Lost City of Gold) de James Bobin
- 2019 : Just a Gigolo d'Olivier Baroux (producteur associé)
- 2020 : ¿Y cómo es él? d'Ariel Winograd
- 2021 : Acapulco (producteur exécutif, 5 épisodes)
- 2021 : Chaparreando (producteur exécutif, 6 épisodes)
- 2021 : De Broma en Broma (producteur exécutif, 8 épisodes)
- 2021 - 2023 : De viaje con los Derbez (producteur exécutif, 14 épisodes)
- 2022 : The Valet de Richard Wong
- 2022 : Cuando sea joven de Raúl Martínez
- 2022 : 13:14. The Challenge of Helping de Santiago Fabregas (producteur exécutif, documentaire)
- 2022 : LOL : Last One Laughing (producteur exécutif, 6 épisodes)
- 2022 - 2023 : La Noche Del Diablito (producteur exécutif, 16 épisodes)
- 2023 : Aristotle and Dante Discover the Secrets of the Universe d'Aitch Alberto
- 2023 : Radical de Christopher Zalla
- 2023 : P#t@s Redes Sociales (producteur exécutif, 8 épisodes)

## Distinctions

### Récompenses
- Prix Platino 2014 du meilleur acteur latino-américain
- SAG Awards 2022 : Meilleure distribution pour Coda